# Greg Finley
Gregory P. Finley II, plus connu sous le nom de Greg Finley (né le 22 décembre 1984 à Portland, dans le Maine) est un acteur américain. Il est surtout connu pour avoir tenu le rôle de Jack Pappas dans la série dramatique, La Vie secrète d'une ado ordinaire (2008-2013), pour celui de Drake dans la série fantastique/dramatique, Star-Crossed et celui de Drake dans iZombie.

## Biographie
Greg Finley est né le 22 décembre 1984 à Portland, Maine. Ses parents sont Jim et Rhonda Finley

## Carrière
Il a lancé sa carrière d'acteur en 2007, à l'âge de 23 ans, en jouant dans un épisode de Cold Case : Affaires classées. 
En 2008, il obtient son premier grand rôle, celui de Jack Pappas, l'un des personnages principaux, dans la série dramatique La Vie secrète d'une ado ordinaire. La série s'est terminée en juin 2013, au bout de cinq saisons, soit 121 épisodes. 
En 2014, il incarne l'un des personnages principaux de la série fantastique/dramatique, Star-Crossed, aux côtés d'Aimee Teegarden, Matt Lanter, Natalie Hall et Grey Damon. 

## Filmographie

### Cinéma

#### Longs métrages
- 2010 : Hypothermia de James Felix McKenney : Stevie Cote, Jr.
- 2018 : The Witch Files de Kyle Rankin : Mr Dwyer
- 2020 : The Estate de James Kapner : Joe
- 2020 : Blackjack : The Jackie Ryan Story de Danny A. Abeckaser : Jackie Ryan
- 2021 : Downeast de Joe Raffa : Tommy (également co-scénariste)

#### Court métrage
- 2007 : Graduation Day d'Andrew Gallery : Ben Chase

### Télévision

#### Séries télévisées
- 2007 : Cold Case : Affaires classées (Cold Case) : Grant Hall
- 2008 - 2013 : La Vie secrète d'une ado ordinaire (The Secret Life of the American Teenager) : Jack Pappas
- 2012 : Dr House (House M.D.) : Bobby Hatcher
- 2013 : Dr Emily Owens (Emily Owens, M.D.) : Dan
- 2013 : La Diva du divan (Necessary Roughness) : Joe Crabchek
- 2014 : New York, unité spéciale (Law and Order : Special Victims Unit) : Eddie Thorpe
- 2014 : Star-Crossed : Drake
- 2014 : Flash : Tony Woodward / Girder
- 2015 : Les Experts (CSI : Crime Scene Investigation) : Scott Hunt
- 2015 - 2017 : iZombie : Drake Holloway
- 2018 : Chicago Police Department (Chicago P.D.) : Trent Stow
- 2020 : Marvel : Les Agents du SHIELD (Marvel's Agents of S.H.I.E.L.D.) : Tillman

#### Téléfilm
- 2019 : Wasted de Joshua Levy : Professeur Collins